# Lewistown (Montana)
Lewistown è una città degli Stati Uniti d'America situata nel Montana, nella contea di Fergus.